# Antenne discône

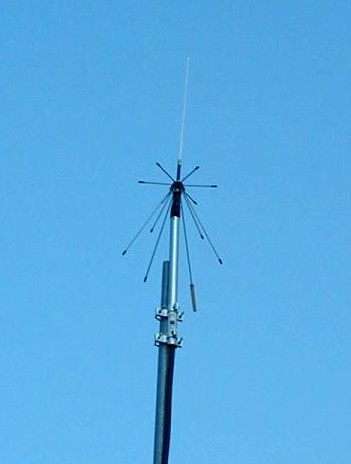
Discône en nappe, pour VHF et UHF.

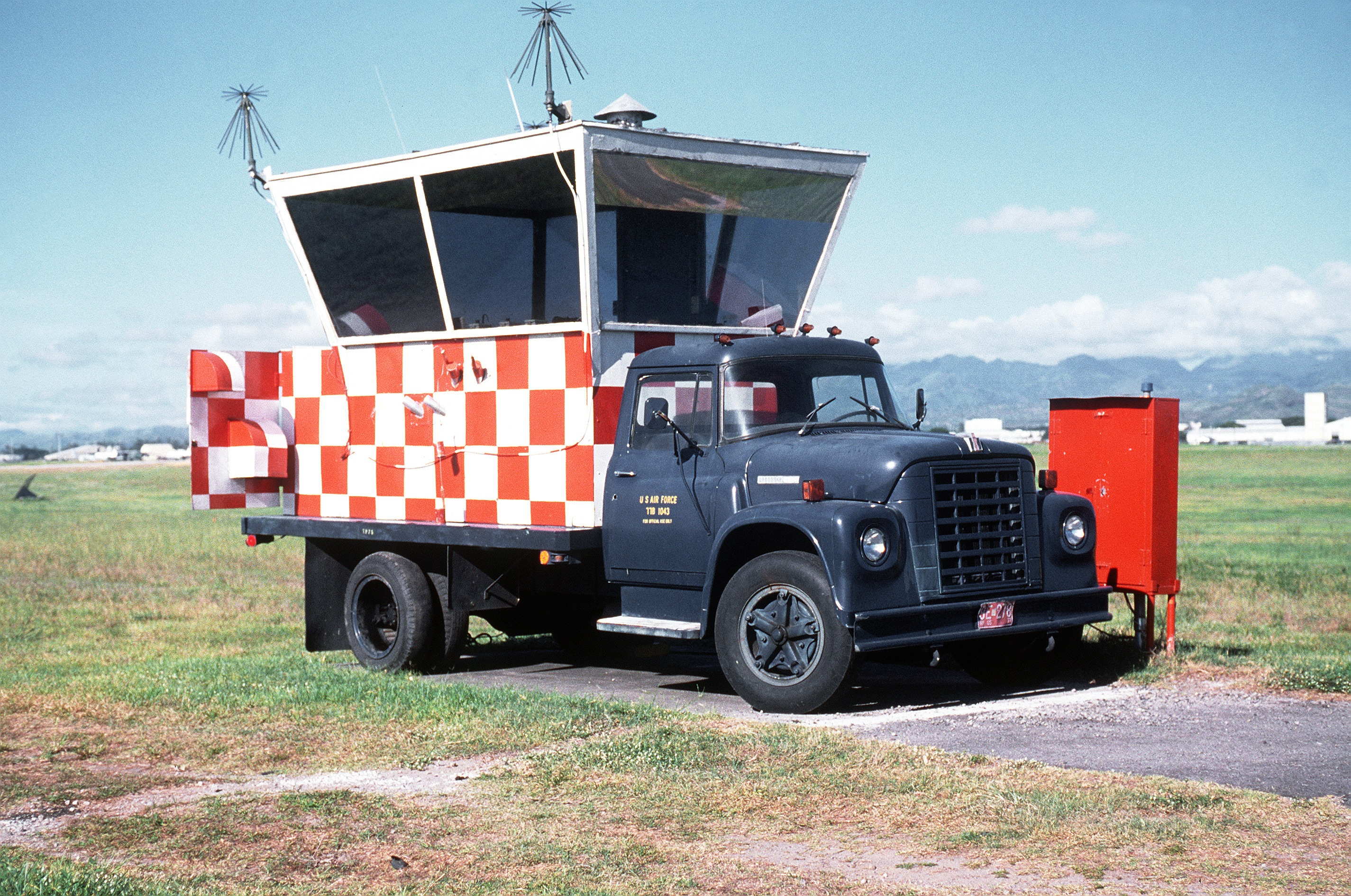
Antennes discônes pour VHF et UHF aéronautiques.

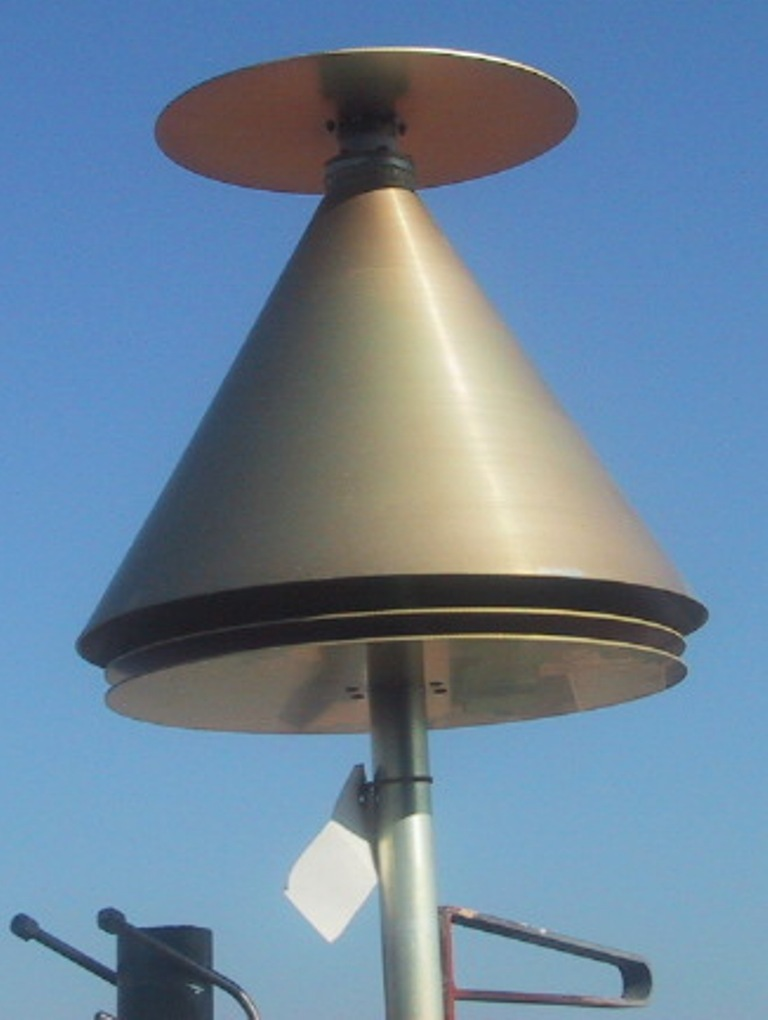
Antenne discône aéronautique pour la bande 225 MHz à 400 MHz.

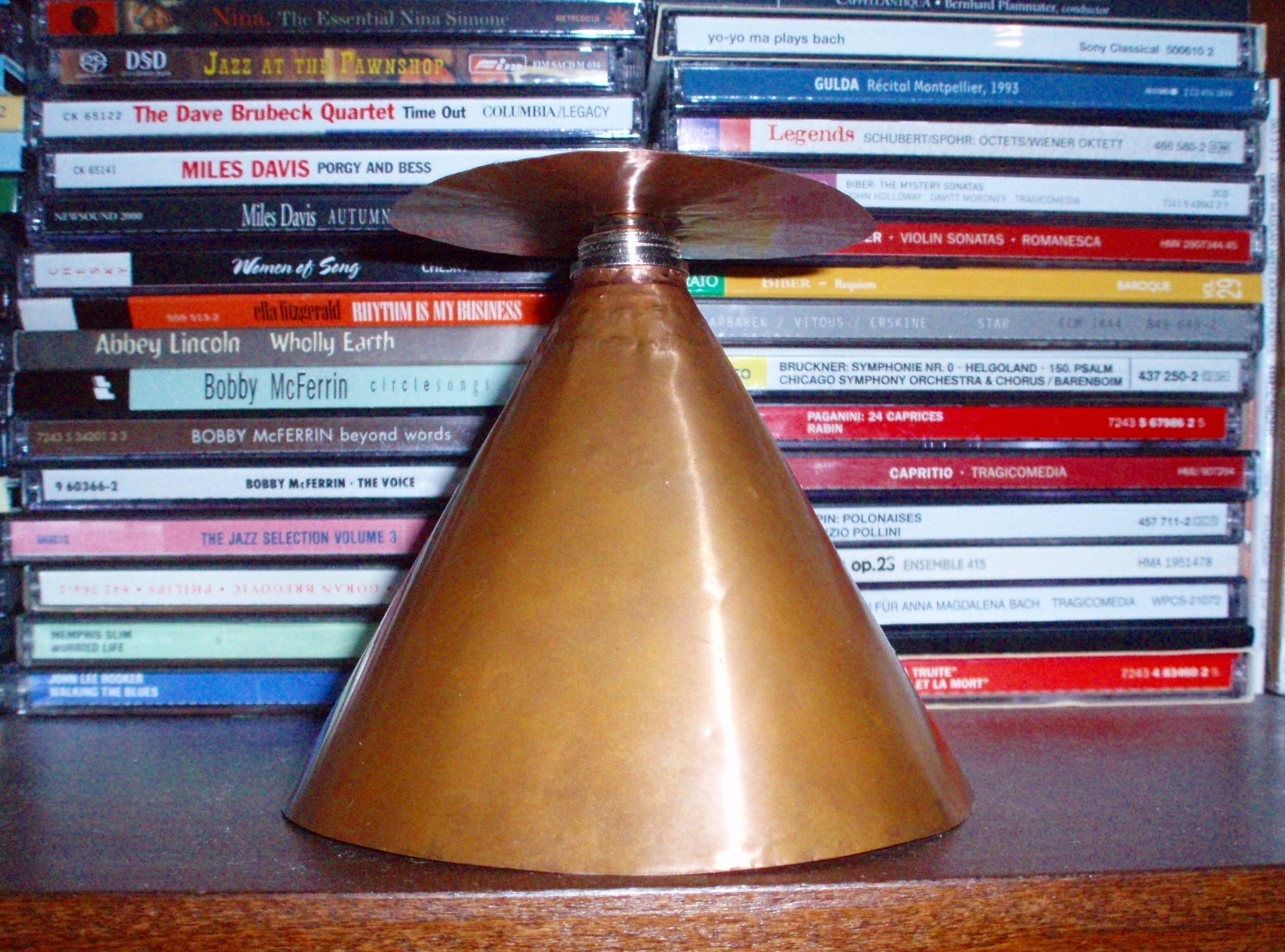
Discône en tôle, pour la bande 700 MHz à 2 GHz.

L’antenne discône est une variante de l’antenne biconique, dont un des éléments est un plan. Elle est utilisée en général verticalement, son rayonnement étant alors horizontal et omnidirectionnel, en polarisation verticale. Elle présente des caractéristiques d’impédance et de rayonnement constantes dans une très large bande (plusieurs octaves).

## Historique
L'antenne discône et l'antenne biconique sont inventées en 1897 par le physicien britannique Sir Oliver Joseph Lodge.

## Applications
L’antenne discône est utilisée en raison de sa large bande dans de nombreuses applications, commerciales, militaires, radioamateurs. 
En émission, son adaptation est moins bonne qu’un dipôle, avec un rapport d’onde stationnaire proche de 2 sur une octave, et de 3 dans sa bande totale. De plus, elle n’atténue pas les harmoniques indésirables.
L'antenne discone utilisée en général verticalement, un seul cône est sous une assiette conductrice. Le rayonnement de cette antenne discone est en dessous de l'horizon (en direction du sol), donc avec un très bon gain dans la bande UHF pour le trafic radio local (et donc sans possibilité de grande distance). Cette antenne conique simple monopole montrant une largeur de bande typique de 9 octaves.

## Construction
Une discône peut être réalisée en tôle ou métal plein en UHF et SHF, ou en nappe de tiges rigides en VHF et UHF, ou en fils tendus entre pylônes en Haute fréquence.
Pour une bonne approximation du cône ou du plan, 8 à 16 tiges ou fils sont utilisés.
L’alimentation s’effectue directement avec un coaxial d’impédance 50 ohms connecté au disque et au cône.

## Dimensions
Les caractéristiques d’une discône dépendent des dimensions du disque, du cône et de l’isolateur central. 
- Le disque a un diamètre de 0,7 fois le quart d’onde à la fréquence minimale
- Le cône a une longueur d’un quart d’onde à la même fréquence
- L’angle du cône est de 25 à 40 degrés
- L’isolateur central doit être le plus réduit possible, pour conserver la forme « discône » à la fréquence maximale d’utilisation.